# عمر جاسم
عمر جاسم سباح بحريني. تنافس في أولمبياد بكين 2008 في سباق سباحة حرة 50 متر.
في 2003 حقق جاسم ذهبية 200 متر صدر تحت 14 سنة في بطولة مجلس التعاون الأولى للمجرى القصير في السباحة والتي أقيمت في الدوحة بقطر.

## روابط خارجية
- عمر جاسم على موقع أوليمبيديا (الإنجليزية)